# Genealogia

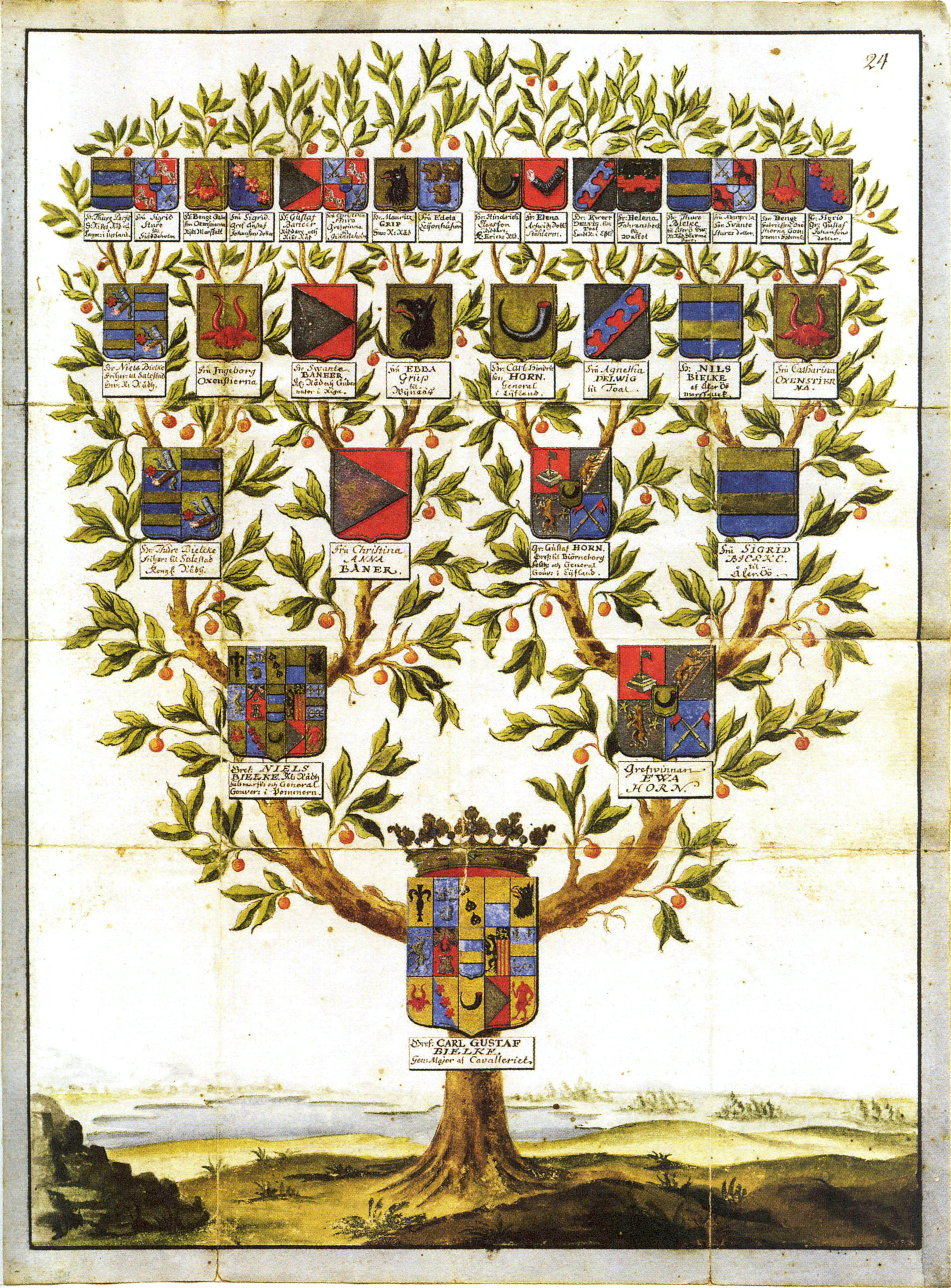
Arbre genealògic del comte suec Carl Gustaf Bielke.

La genealogia (del grec: γενεά genea, "generació"; i λόγος logos, "coneixement") és la disciplina que estudia l'ascendència i la successió de les persones i els llinatges i determina els seus parentius i aliances mitjançant documentació fefaent.
Aquesta disciplina implica la recopilació dels noms de parents tant vius com difunts, i estableix la relació entre ells, per tal de construir un arbre genealògic.
La genealogia és considerada una de les ciències auxiliars de la història, a més de la medicina, el dret, la demografia, la sociologia, la nobiliària, l'estadística, l'economia, la genètica, la zoologia, la botànica, la filogènia o la paleontologia.

## Descripció general

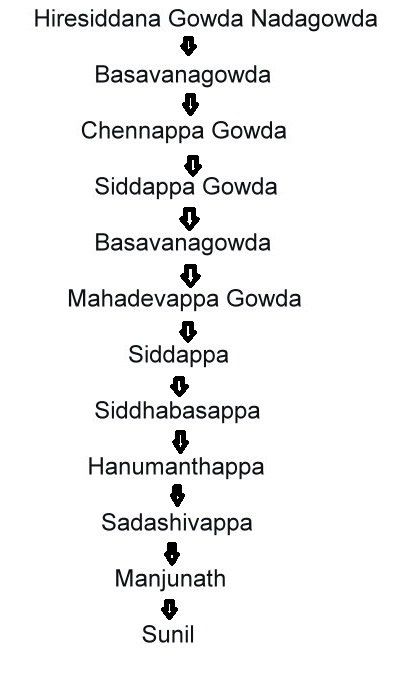
Patrilinatge de dotze generacions d'un home hindú lingayat de Karnataka central que abasta més de 275 anys, representat en ordre descendent

Els genealogistes aficionats solen buscar la seva pròpia ascendència i la dels seus cònjuges. Els genealogistes professionals també poden investigar per a uns altres, publicar llibres sobre mètodes genealògics, fer classes o crear les seves pròpies bases de dades. Poden treballar per a empreses que proporcionen programes informàtics o produeixen materials d'utilitat per a altres professionals i aficionats. Tots dos intenten comprendre no sols on i quan van viure les persones, sinó també els seus estils de vida, biografies i motivacions. Això sovint requereix —o condueix a— el coneixement de lleis antiquades, antigues fronteres polítiques, tendències migratòries i condicions socioeconòmiques o religioses històriques.
Els genealogistes a vegades s'especialitzen en un grup concret, per exemple, un clan escocès; un cognom concret, com en un estudi d'un nom; una petita comunitat, per exemple, un únic poble o parròquia, com en un estudi d'un lloc; o una persona concreta, sovint famosa. Les línies de sang de Salem és un exemple de grup especialitzat en història familiar. Acull a membres que puguin demostrar la seva ascendència d'un participant en els Judicis de les Bruixes de Salem o que simplement decideixin fer costat al grup.
Els genealogistes i historiadors de la família solen unir-se a societats d'història familiar, on els novençans poden aprendre d'investigadors més experimentats. Aquestes societats solen servir a una zona geogràfica específica. Els seus membres també poden indexar registres per a fer-los més accessibles o participar en activitats de defensa i altres esforços per a preservar els registres públics i els cementiris. Algunes escoles involucren als estudiants en aquesta mena de projectes com a mitjà per a reforçar les lliçons sobre immigració i història. Altres beneficis inclouen historials mèdics familiars per a famílies amb malalties hereditàries greus.
Els termes "genealogia" i "història familiar" s'utilitzen sovint com a sinònims, però algunes entitats ofereixen una lleugera diferència en la seva definició. La Societat de Genealogistes del Regne Unit, encara que també utilitza els termes indistintament, descriu la genealogia com l'"establiment d'un pedigrí mitjançant l'extracció de proves, a partir de fonts vàlides, de com una generació està connectada amb la següent" i la història familiar com "un estudi biogràfic d'una família genealògicament provada i de la comunitat i el país en el qual van viure".

## Història
La genealogia ha estat, des de temps antics, una disciplina per la qual gran part de les civilitzacions d'arreu del món han despertat l'interès i l'estudi.
L'antic Egipte és un exemple en el qual l'estudi de l'ascendència ha tingut un paper cabdal. La mitologia egípcia establia de quina manera estaven relacionades les diferents divinitats, però també entre els faraons tenia rellevància, fins al punt que a partir de la V dinastia els monarques es van començar a atribuir descendència del déu Ra.
Un altre exemple de la importància de la genealogia es pot trobar als evangelis de Mateu i Lluc, on es fa referència a l'ascendència de Jesús de Natzaret.
També en les societats occidentals la genealogia estava focalitzada en establir el parentiu de governants i nobles, sovint per tal de demostrar la legitimitat d'una autoritat o una riquesa.

## Procés de recerca
La recerca genealògica utilitza registres històrics (civils, parroquials, notarials, militars, etc.) per demostrar l'ascendència i el parentiu, complementant en alguns casos la informació obtinguda d'altres fonts, com per exemple documents familiars o testimonis orals. La fiabilitat de les conclusions es basen en la qualitat de les fonts: la originalitat, la informació que contenen i l'evidència que se'n pot extreure. En molts casos, els genealogistes han de reunir hàbilment proves indirectes o circumstancials per construir un cas per a la identitat i el parentiu. Totes les evidències i conclusions, juntament amb la documentació que les recolza, s'uneix per crear una genealogia coherent o història familiar.
L'avenç d'internet ha agilitzat en alguns casos l'accés a la informació de caràcter genealògic i ha propiciat, a més, la compartició d'informació i la col·laboració entre genealogistes.